# مطار شيانونغيا
مطار شيانونغيا (بالصينية: 神农架机场) (إياتا: HPG، إيكاو: ZHSN) مطار عام يقع بمدينة Hongping في الصين. يبلغ طول المدرج 2800 م ويرتفع عن سطح البحر 2580 م. بدأ البناء في أبريل 2011 باستثمارات إجمالية تزيد عن 1 مليار يوان. افتتح المطار في 8 مايو 2014 برحلة افتتاحية لخطوط شرق الصين الجوية من مطار شنغهاي بودنغ الدولي مع توقف في ووهان.
على ارتفاع 2580 مترًا (8460 قدمًا) فوق مستوى سطح البحر، يعد مطار شيانونغيا أعلى مطار في الصين خارج هضبة التبت. أثار المطار جدلاً في الصين عندما ذكرت وسائل الإعلام أن بنائه تسبب في أضرار جسيمة للبيئة، حيث تم تسوية العديد من التلال ودفنت كهوف في محمية شيانونغيا الطبيعية.

## شركات الطيران والوجهات
| شركـات طيـران          | الوجهات                                           |
| ---------------------- | ------------------------------------------------- |
| خطوط شرق الصين الجوية  | مطار شانغهاي بودنغ الدولي                         |
| خطوط جنوب الصين الجوية | مطار قوانغتشو باييون الدولي                       |
| Chongqing Airlines     | مطار قوانغتشو باييون الدولي                       |
| خطوط سيتشوان الجوية    | مطار تشونغتشينغ جيانغبى الدولي، مطار ووهان الدولي |

## وصلات خارجية
- http://www.flightstats.com/go/Airport/airportDetails.do?airportCode=HPG